# Skanör med Falsterbo kommun
Skanör med Falsterbo kommun var en tidigare kommun i Malmöhus län. 

## Administrativ historik
Skanör med Falsterbo kommun bildades 1 januari 1971 genom en ombildning av Skanör med Falsterbo stad. Kommunen uppgick 1974 i Vellinge kommun.
I kyrkligt hänseende hörde kommunen till Skanörs församling och Falsterbo församling.
Kommunen ingick i Trelleborgs domsaga.

## Politik

### Mandatfördelning i Skanör med Falsterbo kommun 1970
| 5 |  | 6 | 4 | 9 |

| 23 |

### Fotnoter
1. ↑  Folkmängd 31. 12. 1971 enligt indelningen 1. 1. 1972 (SOS) Del, 1. Kommuner och församlingar, SCB, 1972, ISBN 978-91-38-00209-4, läs online.[källa från Wikidata]
2. ↑  Andersson, Per (1993). Sveriges kommunindelning 1863–1993. Mjölby: Draking. Libris 7766806. ISBN 91-87784-05-X
3. ↑  ”Förteckning (Sveriges församlingar genom tiderna)”. Skatteverket. 1989. http://www.skatteverket.se/privat/folkbokforing/omfolkbokforing/folkbokforingigaridag/sverigesforsamlingargenomtiderna/forteckning.4.18e1b10334ebe8bc80003999.html. Läst 17 december 2013.

- Se kartdata överlagrat på OSM (Kartdata)